# Onvolledige gedaanteverwisseling

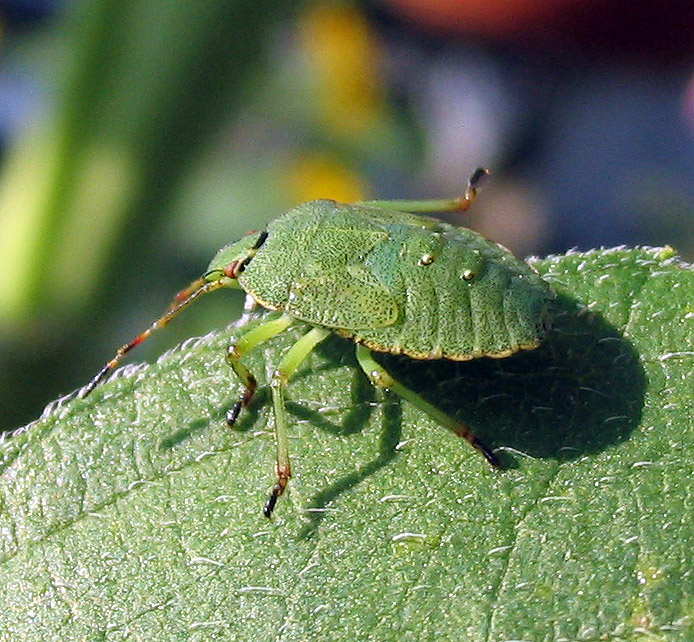
Bijna volgroeide nimf van de groene schildwants.

Onvolledige gedaanteverwisseling is in de dierlijke ontwikkelingsbiologie het verschijnsel dat een aantal soorten organismen indirect, in 'stappen' geslachtsrijp wordt, en niet in een enkele stap, zoals bij volledige gedaanteverwisseling, of geleidelijk, zoals bij diersoorten met een embryonaal stadium. 
Het betreft enkel meercellige dieren met een exoskelet, dus geleedpotigen, in het bijzonder een deel van de insecten, alle kreeftachtigen en alle spinachtigen. Een juveniel die onvolledig van gedaante verwisselt, noemt men een nimf, het volwassen dier heet een imago.
Simpel gezegd betekent het dat het dier dat uit een ei komt al op het ouderdier lijkt, en door middel van vervellingen steeds betere aanpassingen verkrijgt, tot het geslachtsrijp wordt. 
Het tegenovergestelde is volledige gedaanteverwisseling. Hierbij lijkt het juveniele dier niet op de imago en vinden eveneens vervellingen plaats, meestal vier of vijf, en daarna een popstadium, waarin een enkele, volledige gedaanteverwisseling plaatsvindt. Eenmaal uit de pop gekropen en opgedroogd verandert het dier niet meer. Volledige gedaanteverwisseling komt bij de meeste insectenordes voor. 
| Onvolledige gedaanteverwisseling |
| → eicel → bevruchting → zygote → groei en ontwikkeling → één of meer nimfenstadia → uitsluipen → → ( subimago ) → imago (volwassen insect) → geslachtelijke voortplanting → eicel → |

| Volledige gedaanteverwisseling |
| → eicel → bevruchting → zygote → groei en ontwikkeling → larve → verpopping → popstadium → ontpopping → → imago (volwassen insect) → geslachtelijke voortplanting → eicel → |

## Voorbeelden
Niet alle insecten kennen het nimfstadium, alleen de Hemimetabola of Exopterygota. Onder deze groep vallen onder andere de sprinkhanen, oorwormen, echte libellen, wandelende takken, kakkerlakken, juffers, cicaden, plantenluizen en wantsen. Het aantal vervellingen hangt af van de soort, en komt zelden boven de tien. Hoewel de juveniele dieren soms moeilijk van de volwassenen te onderscheiden zijn, krijgen ze meestal per vervelling een paar extra kenmerken mee, zoals  vleugels, kaken, bestekeling of beharing en meestal schut- balts- of schrikkleuren. Voorbeelden zijn:
- wandelende takken, bidsprinkhanen en sprinkhanen krijgen vleugels met felle kleuren;
- bij echte libellen, waterjuffers en haften krijgen de nimfen een kleur en vleugels;
- waterschorpioenen (Nepa) (inclusief de staafwantsen (Ranatra)) krijgen schildvleugels en felrode dekvleugels, waarmee ze kunnen vliegen.
- nimfen van sommige cicaden leven in schuim en krijgen later springpootjes en vleugels om snel weg te schieten.

## Uitzonderingen
Sommige geleedpotigen, zoals teken, zijn bijzonder, omdat ze zowel een larvestadium als een nimfstadium kennen, maar wel altijd in deze volgorde. Ook zich in water voortplantende kreeftachtigen kennen een bijzonder extra stadium; de larven zijn vrijzwemmend en onderdeel van het zoöplankton, en zien er vaak heel anders uit dan de jonge, kleine krabbetjes en kreeftjes op het strand, hoewel deze nog geen imago zijn. Nadat de larve is veranderd in een kleine krab begint het nimfstadium. Het dier is dan nog niet geslachtsrijp, heeft nog geen beharing en de kleuren wijken nog sterk af van geslachtsrijpe dieren. Pas na een aantal vervellingen is het volwassen. Dit extra, larvale stadium bij zeedieren wordt ook wel trochofoor genoemd (trocho-larvae). Het komt ook voor bij slakken en andere weekdieren, zoals mosselen. Landbewonende kreeftachtigen zoals pissebedden kennen dit verschijnsel niet.
Als nimf aquatische waterinsecten (zoals libellen- of haftenlarven) worden ook wel naiaden genoemd. Bij deze groepen is het verschil tussen het laatste larvale stadium en het volwassen dier aanzienlijk.